# Y'en aura pas de facile
Pour plus de détails, voir Fiche technique et Distribution.
Y'en aura pas de facile est un film québécois écrit et réalisé par Marc-André Lavoie, sorti en 2010.
Le thème du film traite de la tyrannie de l'apparence et des sites de rencontre sur Internet.

## Synopsis
Lorsque vous rencontrez Réjean, il est impossible de séparer le monde réel de son imaginaire. Biographe de métier, son rôle est d’embellir la vie de ses clients. Réjean sera confronté au même problème sur le site de rencontre en ligne Réseau Contact. Il doit faire parvenir une vidéo qui parle de lui, de sa vie. Bref, d’être vendeur. Hésitant, il commence à raconter sa vie à la caméra. Tant bien que mal, il essaye désespérément de reconstruire sa vie tel qu’il s’en souvient. Malheureusement, sa profession déteint sur sa propre histoire. Pris au jeu, il choisira la facilité en se cachant derrière sa technique, pour faire de sa vie une aventure rocambolesque digne d’un auteur à succès.

## Fiche technique
- Titre : Y'en aura pas de facile
- Réalisation : Marc-André Lavoie
- Scénario : Marc-André Lavoie
- Producteurs: Marc-André Lavoie et Esther Long
- Producteur exécutif : Pierre Brousseau
- Coproducteur, monteur : Jean-René Parenteau
- Musique : Frédéric Bégin, Antoine Binette Mercier (Studio Apollo)
- Photographie : Alexandre Bussières
- Son : Yan Dalsanto (Sonart)
- Montage Sonore V.O. : Pascal Nguyen Deschênes
- Maquillage : Joanie Lapointe
- Conseiller à la scénarisation et réalisation : Benoit McNicoll
- Assistant réalisateur : Jean-Philippe Biron
- Cadreur : Mathieu Leblanc
- Pays d'origine :  Canada
- Langues de tournage : français
- Sociétés de distribution : Les Films Séville
- Genre : comédie dramatique
- Durée : 94 minutes
- Dates de sortie :
  - Canada : 27 août 2010 (Québec)
  - France : 20 janvier 2011 (Festival international du film de comédie de l'Alpe d'Huez)

## Distribution
- Rémy Girard : Réjean
- Denis Bouchard : Philippe
- Emmanuel Bilodeau : René
- Mahée Paiement : Marie
- Pierre-Luc Brillant : Lucien
- Ève Duranceau : Sophie
- Claude Legault : Roch
- Suzanne Clément : Christine
- David Boutin : Nicolas
- Rachid Badouri : David
- Patrice Robitaille : Édouard
- Michel-Olivier Girard : Alex
- Nicolas Canuel : Chuck
- James Ghazi : Pit
- Hugo St-Onge Paquin : Samuel
- Kimberly Langevin : Jasmine
- Brigitte Paquette : Murielle

## Distinctions

### Nominations
En 2011, le film est nommé au Festival international du film de comédie de l'Alpe d'Huez.